# Albéric de Formanoir de la Cazerie
Le chevalier Albéric de Formanoir de La Cazerie, né à Gand le 24 février 1882 et décédé le 22 octobre 1954 à Tielt, est le quatrième président, le troisième distinct, du Cercle sportif brugeois, club de football belge basé dans la ville de Bruges. Il préside le club de 1909 à 1911 et cède ensuite la place à son ami, le baron René de Peellaert, après que le club ait remporté le premier titre de champion de Belgique de son Histoire.

## Famille
Albéric Alfred Marie Ghislain de Formanoir est l'arrière-petit-fils du chevalier Auguste de Formanoir de la Cazerie (1783-1868), bourgmestre d'Anderlecht, le petit-fils d'Albéric de Formanoir (1821-1865) et le fils  d'Auguste de Formanoir (1852-1932), qui avait épousé Louise Borluut d'Hoogstraete (1851-1902).
Albéric junior, portant le titre de chevalier après la mort de son père, habite toute sa vie à Saint-André-lez-Bruges et devient même conseiller communal de cette commune. Sa sœur, Alice de Formanoir (1885-1957), épouse Robert van Caloen de Basseghem (1883-1946), bourgmestre de Varsenare. 
Auguste de Formanoir achète le domaine et château Ter Lucht à Saint-André en 1885 à la famille Ablaÿ. Albéric, demeuré célibataire, y habitera en rentier, jusqu'à sa mort. Le domaine abrite un lieu de pèlerinage populaire, la chapelle de Notre Dame de l'Arbre. Aussi bien Auguste qu'Albéric y consacrent leurs meilleurs soins. Auguste y appose ses armoiries au-dessus de la porte d'entrée.

### Sources bibliographiques
- Robert COPPIETERS 'T WALLANT, Notices généalogiques et historiques sur quelque familles en Flandre occidentrale, Bruges, 1946.
- Oscar COOMANS DE BRACHÈNE, État présent de la noblesse belge, Annuaire 1988, Bruxelles, 1988